# 로런 머치슨

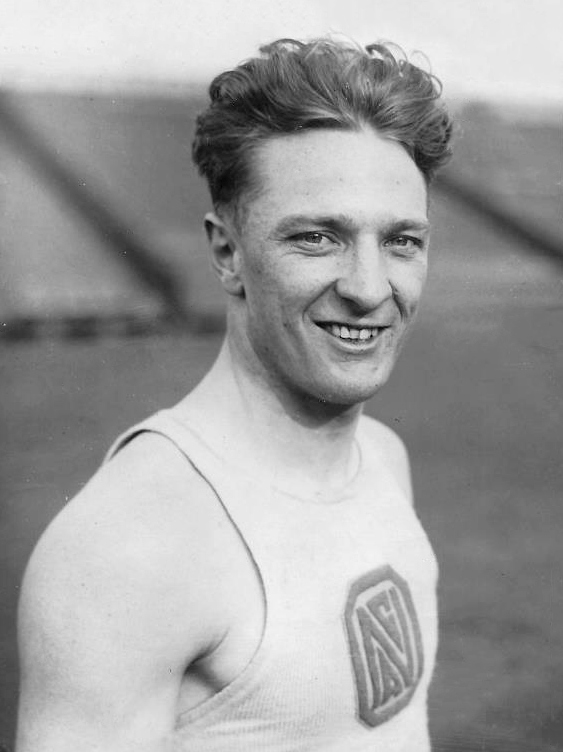

로런 C. 머치슨(Loren C. Murchison, 1898년 12월 17일 ~ 1979년 6월 11일)은 미국의 단거리달리기 선수로 2개의 하계 올림픽에서 400m 릴레이의 금메달리스트였다.
텍사스주 파머스빌에서 태어난 머치슨은 1920년과 1923년에 100 야드(91m), 1918년과 1923년 220 야드(200m)의 AAU 우승자였다. 또한 1925년 100 야드와 220 야드 양종목의 영국 AAA 선수권을 우승하였다.
1920년 안트베르펜 올림픽에서 머치슨은 200m 4위와 100m 6위를 하였다. 400m 릴레이에서는 세번째 주자로 달려 42.2초의 세계 신기록을 세워 우승하였다.
4년 후, 파리 올림픽에서 또 다시 100m 6위를 하고, 400m 릴레이에서 선두 주자로 달려 41.0초의 세계 기록으로 2연승을 하였다.
1925년에는 수막염과 부딪쳐 나머지 인생을 하반신으로부터 마비가 된 상태로 보냈다.
뉴저지주 레저 빌리지에서 살아온 그는 80세의 나이로 포인트 플레전트 병원에서 사망하였다.